# Tutte le migliori
Tutte le migliori è una compilation dei cantanti italiani Mina e Adriano Celentano, pubblicato il 1º dicembre 2017 per Clan/PDU e distribuito dalla Sony.
Il cofanetto, disponibile in cinque versioni, tra cui standard e deluxe, racchiude tutti i duetti e le migliori canzoni dei due artisti, i quali, per la copertina, sono stati rappresentati da Gianni Ronco.

## Storia
Nel novembre 2016, durante la conferenza stampa di presentazione dell'album Le migliori, i due produttori del progetto, Claudia Mori e Massimiliano Pani, annunciarono la riedizione del disco per il Natale 2017, in un box assieme al primo Mina Celentano (fino ad allora mai reso disponibile digitalmente) e due inediti.
Giunti a novembre 2017, la riedizione si rivelò essere una raccolta, con i migliori duetti dei due artisti ed i loro grandi successi. Inoltre i due inediti annunciati si ridussero a uno solo (Eva). Tra i brani contenuti vi appare una versione remixata di Prisencolinensinainciusol di Benny Benassi, indicata come New Version.

## Il cofanetto
Tutte le migliori è disponibile in cinque versioni:
- Edizione standard (2 CD): 1 CD di 11 tracce che racchiude il singolo Eva ed i 10 migliori duetti di Mina e Celentano, e un altro CD che comprende 18 grandi successi dei due artisti. Questa versione è disponibile anche in formato digitale.
- Edizione Deluxe (4 CD): Include i 2 CD della versione standard, più il disco Le migliori del 2016 e Mina Celentano del 1998. Il tutto arricchito da 6 cartoline.
- Edizione Vinile: 3 LP in vinile nero con brani da "Le Migliori" e una selezione dei loro grandi successi.
- Edizione Picture Disc: 3 LP, acquistabili singolarmente, contenenti i più bei duetti più l’inedito “Eva” confezionati in busta trasparente con copertine tratte dai disegni.
- Box Edizione Limitata[4]: 6 LP che includono tutte le canzoni della versione deluxe.

## Promozione
Per promuovere l'uscita della raccolta, è stato pubblicato l'inedito Eva il 10 novembre 2017, scritto da Gigi De Rienzo e Andrea Gallo. Un'anteprima della canzone è stata mostrata al TG1, nell'edizione serale del 9 novembre.
L'uscita del singolo, e del cofanetto, è stata accompagnata da un'intensa rassegna stampa. Il 15 novembre è stato pubblicato in esclusiva su La Repubblica, il videoclip del singolo "Eva" diretto da Gaetano Morbioli, successivamente caricato anche su Youtube, raggiungendo 2 milioni di visualizzazioni.
Inoltre, in occasione dell'uscita del cofanetto "Tutte le migliori" , il 2 dicembre 2017, su Rai 1, è andato in onda lo speciale di un'ora "Fratelli d'Italia", diretto da Vincenzo Mollica. Il programma, seguito da 4.676.000 telespettatori per uno share del 20,19%, raccoglieva tutti gli incontri artistici avvenuti tra Mina e Celentano sin dal 1958, passando per il 1998 con il loro primo disco insieme "Mina Celentano" e concludendo con "Le migliori" del 2016 e il nuovo singolo "Eva".

## Tracce

### Edizione standard
CD 1 – I più bei duetti
1. Eva – 5:12 (testo: Andrea Girolamo Gallo – musica: Luigi De Rienzo)
2. Specchi riflessi – 4:57 (Giovanni Donzelli, Vincenzo Leomporro)
3. Amami amami – 3:18 (testo: Riccardo Sinigallia – musica: Idan Raichel)
4. Acqua e sale – 4:40 (Giovanni Donzelli, Vincenzo Leomporro)
5. A un passo da te – 4:31 (Fabio Ilacqua)
6. Brivido felino – 3:43 (testo: Paolo Audino – musica: Stefano Cenci)
7. Come un diamante nascosto nella neve – 3:46 (Marco Bruni)
8. Sempre sempre sempre – 4:46 (testo: Luigi Albertelli – musica: Enrico Riccardi)
9. È l'amore – 3:39 (testo: Andrea Mingardi – musica: Andrea Mingardi, Maurizio Tirelli)
10. Sono le tre – 3:47 (Luca Rustici, Philippe Leon)
11. Che t'aggia di' – 5:08 (Adriano Celentano)

CD 2 – I più grandi successi
1. Mina – Volami nel cuore – 3:37 (testo: Alberto Testa – musica: Manrico Mologni, Gualtiero Malgoni)
2. Celentano – L'emozione non ha voce – 4:09 (musica: Gianni Bella)
3. Mina – Se telefonando – 2:59 (testo: Maurizio Costanzo, Ghigo De Chiara – musica: Ennio Morricone)
4. Celentano – Ti penso e cambia il mondo – 4:27 (testo: Pacifico – musica: Matteo Saggese, Stephen Lipson)
5. Mina – Ancora ancora ancora – 4:19 (Cristiano Malgioglio, Gianpietro Felisatti)
6. Celentano – Storia d'amore – 4:54 (Beretta, Adriano Celentano, Micky Del Prete)
7. Mina – Grande grande grande – 4:00 (Tony Renis, Alberto Testa)
8. Celentano – Apri il cuore – 5:20 (testo: Mogol, Cheope – musica: Gianni Bella, Rosario Bella)
9. Mina – Questa vita loca – 3:52 (Francisco Cespedes, Cristiano Malgioglio)
10. Celentano – Azzurro (Remastered) – 3:43 (testo: Vito Pallavicini – musica: Paolo Conte, Michele Virano)
11. Mina – Portati via – 3:57 (Stefano Borgia)
12. Celentano – Il ragazzo della via Gluck (Remastered) – 4:14 (testo: Luciano Beretta, Miki Del Prete – musica: Adriano Celentano)
13. Mina – L'importante è finire – 3:22 (Cristiano Malgioglio, Alberto Anelli)
14. Celentano – Prisencolinensinainciusol (New Version) – 4:09 (Adriano Celentano)
15. Mina – Fosse vero – 4:20 (testo: Alberto De Martini – musica: Massimiliano Pani)
16. Celentano – La gonna e l'insalata – 5:06 (Adriano Celentano)
17. Mina – Insieme – 4:10 (testo: Mogol – musica: Lucio Battisti)
18. Celentano – Io sono un uomo libero – 5:50 (Ivano Fossati)

### Edizione deluxe
CD 3 – Le migliori
1. Amami amami – 3:18 (testo: Riccardo Sinigallia – musica: Idan Raichel)
2. È l'amore – 3:39 (testo: Andrea Mingardi – musica: Andrea Mingardi, Maurizio Tirelli)
3. Se mi ami davvero – 3:42 (Mondo Marcio)
4. Ti lascio amore – 5:13 (Toto Cutugno, Mario Culotta, Fabrizio Berlincioni)
5. A un passo da te (ragione e sentimento) – 4:31 (Fabio Ilacqua)
6. Non mi ami – 3:59 (testo: Salvatore Marletta, Federico Spagnoli, Walter Dallari – musica: Salvatore Marletta, Federico Spagnoli)
7. Ma che ci faccio qui – 4:01 (Pietro Paletti)
8. Sono le tre – 3:47 (Luca Rustici, Philippe Leon)
9. Adriano Celentano – Il bambino col fucile – 2:44 (Francesco Gabbani)
10. Mina – Quando la smetterò – 3:57 (testo: Loriana Lana – musica: Aldo Donati)
11. Come un diamante nascosto nella neve – 3:46 (Marco Bruni)
12. Prisencolinensinainciusol (Benny Benassi RMX) – 4:08 (Adriano Celentano)

CD 4 – Mina Celentano
1. Acqua e sale – 4:42 (Giovanni Donzelli, Vincenzo Leomporro)
2. Brivido felino – 3:44 (testo: Paolo Audino – musica: Stefano Cenci)
3. Io non volevo – 4:08 (Adriano Celentano)
4. Specchi riflessi – 4:59 (Giovanni Donzelli, Vincenzo Leomporro)
5. Dolce fuoco dell'amore – 4:39 (Giulia Fasolino)
6. Che t'aggia di' – 5:09 (Adriano Celentano)
7. Mina – Io ho te – 4:54 (Giovanni Donzelli, Vincenzo Leomporro)
8. Celentano – Dolly – 5:35 (testo: Adriano Celentano – musica: Marco Vaccaro)
9. Sempre sempre sempre – 4:46 (testo: Luigi Albertelli – musica: Enrico Riccardi)
10. Messaggio d'amore – 2:36 (Massimiliano Pani)

## Classifiche
| Classifica (2017) | Posizione massima |
| ----------------- | ----------------- |
| Italia            | 3                 |

## Date di pubblicazione
| Paese       | Data             | Formato                                   | Etichetta                     |
| ----------- | ---------------- | ----------------------------------------- | ----------------------------- |
| Italia      | 1º dicembre 2017 | 2 CD, 4 CD, 3 LP, 6 LP, download digitale | Clan Celentano/PDU            |
| Italia      | 8 dicembre 2017  | Picture Disc (LP in 3 edizioni)           | Clan Celentano/PDU            |
| Germania    | 1º dicembre 2017 | 2 CD, 4 CD, 3 LP                          | Clan (Sony Music Switzerland) |
| Regno Unito | 8 dicembre 2017  | 2 CD, 4 CD, 3 LP, 6 LP, Picture Disc      | EU Label                      |